# 斯普雷格 (密蘇里州)
斯普雷格（英語：Sprague）是位於美國密蘇里州貝茨縣的一個行政鎮區。

## 歷史
斯普雷格的郵局於1880年設立，其後於1926年停運。

## 地方資料
斯普雷格的面積為5.00平方千米，皆為陸地。根據2020年美國人口普查的數據，當地共有人口500人，而人口密度為每平方千米100人。